# Reims Sainte-Anne
 (septembre 2023).
Si vous disposez d'ouvrages ou d'articles de référence ou si vous connaissez des sites web de qualité traitant du thème abordé ici, merci de compléter l'article en donnant les références utiles à sa vérifiabilité et en les liant à la section « Notes et références ».
Maillots
Actualités
Reims Sainte-Anne est un club de football français. Le club évolue en Régional 1 Grand Est pour la saison 2024-2025.

## Histoire
Créé sous le nom de Sainte-Anne Réddition, le club s'est successivement appelé École de sport Reims Sainte-Anne, puis École de sport Reims Sainte-Anne Carnot Châtillons en 1999 à la suite de l'absorption du FC Carnot Châtillons. En 2004, le club devient École de football Reims Sainte-Anne Châtillons avant de prendre le nom de Reims Sainte-Anne en 2020.
Robert Pirès effectua ses débuts au club. Le stade porte désormais son nom.

## Identité du club

Logo jusqu'en 2020.
Logo depuis 2020.

## Palmarès
- Champion de DH Champagne-Ardenne : 1993, 2006, 2008

## Personnalités du club

### Entraîneurs
- 2009-2010 :  Patrice Buisset
- 2018-2019 :  Manu Abreu
- 2020- 2022:  Jérôme Dutitre

### Joueurs
- Odaïr Fortes
- Mickaël Tacalfred